# Bengt Selander
Nils Einar Bengt Haqvin Selander, född den 13 september 1923 i Skeppsholms församling i Stockholms stad, död 30 november 2017 i Oscars distrikt i Stockholm, var en svensk militär.

## Biografi
Selander avlade officersexamen vid Kungliga Krigsskolan 1947 och utnämndes samma år till fänrik vid Livregementets husarer. Han blev löjtnant vid Livgardesskvadronen 1953 och befordrades 1960 till ryttmästare vid Livgardesskvadronen. År 1957 tjänstgjorde han i FN-insats i Korea. Han utnämndes till kapten i Generalstabskåren 1964, var detaljchef vid Försvarsstaben 1964–1966, befordrades till major 1965 och var adjutant hos överbefälhavaren 1966–1969. År 1968 befordrades han till överstelöjtnant och 1969–1972 tjänstgjorde han vid Hallands regemente. Han befordrades 1972 till överste och var överadjutant hos Hans Majestät Konungen 1972–1974, samma år var han även chef för Arméns kompaniofficersskola (AKS). Under år 1974 var han sekundchef vid Svea livgarde, varpå han 1975–1980 var regementschef där. Åren 1976–1979 var han även chef för Östra arméfördelningen. Han befordrades 1980 till överste av första graden och var försvarsattaché vid ambassaderna i Paris, Bryssel och Rom 1980–1983. Från 1983 var han militär rådgivare till Hägglund & Söner. Han var generalsekreterare för Allmänna försvarsföreningen 1988–1992.
Bengt Selander invaldes 1992 som ledamot av Kungliga Krigsvetenskapsakademien. Han är begravd på Norra begravningsplatsen utanför Stockholm.